# Hollister Peak
Hollister Peak är en bergstopp i Antarktis. Den ligger i Västantarktis. Chile gör anspråk på området. Toppen på Hollister Peak är 4 279 meter över havet.
Terrängen runt Hollister Peak är huvudsakligen bergig, men den allra närmaste omgivningen är kuperad.  Trakten är obefolkad. Det finns inga samhällen i närheten. 